# Franciszek Złotnikiewicz
Franciszek Złotnikiewicz (ur. 1 sierpnia 1950 we Włocławku, zm. 17 listopada 2020 tamże) – polski urzędnik państwowy i samorządowy, w latach 1996–1997 wicewojewoda włocławski, w latach 2008–2010 członek zarządu województwa kujawsko-pomorskiego.

## Życiorys
Z wykształcenia inżynier rolnik, ukończył studia na Akademii Rolniczo-Technicznej w Olsztynie. Pracował jako wojewódzki inspektor jakości handlowej artykułów rolno-spożywczych, był też dyrektorem Wojewódzkiego Biura Geodezji i Terenów Rolnych. Od 12 kwietnia 1996 do 18 listopada 1997 zajmował stanowisko wicewojewody włocławskiego. Pełnił też funkcję dyrektora administracyjnego w Wyższej Szkole Humanistyczno-Ekonomicznej we Włocławku. Do 2008 stał na czele Wydziału Rozwoju Obszarów Wiejskich w Urzędzie Marszałkowskim.
Po utworzeniu rządu Donalda Tuska był jednym z kandydatów na wicewojewodę kujawsko-pomorskiego. W marcu 2008 objął stanowisko członka zarządu tego województwa.
W 2009 bez powodzenia kandydował do Parlamentu Europejskiego. Rok później nie uzyskał mandatu radnego sejmiku, przegrał także wybory na prezydenta Włocławka, zajmując 6. miejsce wśród 7 kandydatów. Odszedł z zarządu województwa. W 2014 również bezskutecznie kandydował na radnego wojewódzkiego.
Działał w Zjednoczonym Stronnictwie Ludowym, zasiadał we władzach regionalnych Polskiego Stronnictwa Ludowego.
Franciszek Złotnikiewicz był żonaty, miał czworo dzieci.

## Odznaczenia
Odznaczony Krzyżem Kawalerskim Orderu Odrodzenia Polski (1999).